# Rheum rhaponticum
El rapóntico o ruipóntico exótico(Rheum rhaponticum) es una especie de planta fanerógama de la familia Polygonaceae.

## Historia
La palabra rha ponticum, que en latín significa "rha del Ponto" (el Ponto corresponde a la costa septentrional de Anatolia), fue mencionada por primera vez por el médico griego Dioscórides, quien afirma que éste es el nombre que utilizaban los viejos romanos para una apreciada raíz medicinal importada del Oriente. Dioscórides también menciona que la raíz es muy parecida a la de la centaurea menor.
Durante la mayor parte de la Edad Media y principios de la era moderna, los europeos desconocían el origen de estas raíces, que habían pasado a conocerse como rheum barbarum (rheum barbarico o exótico, entre otros muchos nombres, incluido esto del perso raved). Botánicos como Leonhart Fuchs (en 1542) y Rembert Dodoens (en 1554) identificaron una especie de cardo de la familia las asteráceas (o compuestas), Rhaponticum scariosum, como fuente de la raíz, por lo que esta planta se utilizó para producir un ruibarbo de calidad inferior. 
R. rhaponticum fue la primera planta de ruibarbo que vieron los europeos, pero pasó algún tiempo antes de que los europeos aceptaran que el ruibarbo se cosechaba a partir de Rheum.

## Química
El hiperósido, el 3-O-galactósido de la quercetina, se puede encontrar en R. rhaponticum, donde puede servir como bloqueador de los rayos UV que se encuentra en las brácteas. También contiene los hidroxi-estilbenos raponticina y desoxiraponticina (glucósidos estilbenoides).